# Super S Karamelom
Super S Karamelom (en serbio: Супер С Крамелом; en español: Barra de chocolate con caramelo), (anteriormente llamados Infrakt), es una banda de punk rock serbia, proveniente de Bečej. Originalmente era conocida como Infarkt ("Инфракт" mal deletreado que significa "infarto") y en el año 2003 cambió su nombre a Super S Karamelom. 

## Historia

### Infrakt
La banda Infrakt fue formada en enero de 2001, por Vladimir Bakić (guitarra y voz), Marko Vujkov (bajo) y Jovan Šuvakov (batería). Habiendo lanzado un solo álbum de estudio, Prvi... ali koban, en 2003 los miembros de la banda decidieron incluir dos vocalistas femeninas, Gordana Dragićević y Milana Vujkov, y cambiar el nombre Infrakt por Super S Karamelom. 

### Super S Karamelom
Super S Karamelom fue formada oficialmente en marzo de 2003, y en junio la banda integró otro guitarrista, Saša Živković. Juntos grabaron un demo que contenía tres canciones "Priđi", "Mali" y "Fancy Girl". Las tres canciones serían incluidas en el álbum debut en 2004. La banda autoeditó Fancy girl, influenciado por el punk rock melódico de los '80, el primer disco de la banda. Este trabajo incluye "Like a Prayer", un cover de Madonna, que sería excluido en la reedición lanzada por Automatik Records en 2005. El álbum fue promocionado con tres videoclips, para las canciones "Mrzim takve žurke", "Debela devojka" y "Let". Después del lanzamiento del disco, la cantante Gordana Dragićević abandonó la banda y fue remplazada por Maja Čiplić, quién más tarde sería remplazada por Tamara Ružička en 2007.
Participaron junto a otras bandas en álbum tributo a Đorđe Balašević, titulado Neki noviji klinci i... (2007), aportando la canción "Pa dobro gde si ti". Y comenzaron a grabar su segundo álbum, Prazne priče, que sería lanzado en enero de 2009.

## Discografía

### Como Infrakt
- Prvi... ali koban (2003)

### Como Super S Karamelom
- Fancy girl (2004, reeditado como Super S Karamelom en 2005)
- Prazne priče (2009)